# شهرستان یوکامنسکی
شهرستان یوکامنسکی (به لاتین: Yukamensky District) یک شهرستان در روسیه است که در اودمورتیا واقع شده است.